# الواحد النشط
| عدد عشري | العدد الثنائي | العدد الأخادي | الواحد النشط |
| -------- | ------------- | ------------- | ------------ |
| 0        | 000           | 00000000      | 00000001     |
| 1        | 001           | 00000001      | 00000010     |
| 2        | 010           | 00000011      | 00000100     |
| 3        | 011           | 00000111      | 00001000     |
| 4        | 100           | 00001111      | 00010000     |
| 5        | 101           | 00011111      | 00100000     |
| 6        | 110           | 00111111      | 01000000     |
| 7        | 111           | 01111111      | 10000000     |

الواحد النشط في الدوائر الرقمية وتعلم الآلة هو مجموعة من البتات التي تكون المجموعات القانونية للقيم فقط تلك التي تحتوي على بت واحد نشط (1) وجميع البتات الأخريات خاملة (0). يُطلق أحيانًا على تطبيق مشابه تكون فيه جميع البتات «1» باستثناء واحد «0» اسم one-cold.